# Gonzague de Blignières
Pour les articles homonymes, voir Blignières et Famille Le Barbier de Blignières.
Gonzague de Blignières, né le 29 avril 1956, est un financier français, spécialiste du capital-investissement et du leveraged buy-out (LBO). Il est cofondateur de Raise et du Réseau Entreprendre.

## Biographie

### Famille
Gonzague Marie Michel Le Barbier de Blignières, usuellement Gonzague de Blignières, est né à Autun en Saône-et-Loire le 29 avril 1956 du mariage de Jean de Blignières, directeur de banque et de Thérèse Boudet.
Marié le 29 juin 1979 à Marie-Caroline Allioli, il est père de quatre enfants,.

### Formation
Après des études secondaires à Sainte-Croix de Neuilly, il poursuit des études supérieures. Il est titulaire du diplôme d'ingénieur de l'École supérieure d'ingénieurs en électrotechnique et électronique (ESIEE Paris), d'une licence en mathématiques et d'un DEA de physique du solide,.

### Capital-investissement
Entré à la Banque nationale de Paris en 1979, il y est cadre à la direction de l'organisation de 1980 à 1982, puis analyste financier de 1982 à 1984. Il est ensuite capital-investisseur à la Banexi de 1985 à 1987 puis à Charterhouse de 1987 à 1992, comme directeur associé, et en même temps directeur général de Mediale Investissement de 1988 à 1992,. 
Passé ensuite chez Barclays comme directeur en 1992, Gonzague de Blignières crée l'antenne française. Il est directeur général de 1992 à 2001 puis à partir de 2002 président du directoire de Barclays Capital Développement SA devenu Barclays Private Equity France Il investit surtout dans les « mid caps », PME prometteuses. Il est aussi coprésident de Barclays Private Equity Europe,. Barclays Private Equity est racheté en 2011 par Equistone Partners Europe dont il devient président du comité de surveillance. Il gère alors plus de 5 milliards d'euros en Europe.
En 2013, il cofonde avec Clara Gaymard le groupe Raise, organisé autour de cinq activités financières : Raise Investissement, Raise Reim, Raise Ventures, Raise Impact et RaiseLab, dont les équipes donnent 50% de leur intéressement pour financer un fonds de dotation, nommé RaiseSherpas, qui accompagne des startups.
Il est souvent présenté comme un « financier bienveillant »,.

### Actions associatives
Vice-président de l'Association française des investisseurs en capital (Afic) en 2004, il en est élu président en 2005. Il s'attache à réhabiliter la profession d'investisseur en capital, et élabore une charte de l'investisseur. Au moment de quitter la présidence de l'Afic, il en annonce en juin 2006 une proposition pour mieux partager la plus-value entre les salariés d'un LBO ; il appelle aussi les grands patrons à favoriser le démarrage et le développement des nouvelles entreprises. 
Gonzague de Blignières crée en 2003 « Paris Entreprendre », une association d'aide à la création d'entreprises, ; il devient plus tard président d'Entreprendre pour l'Île-de-France. Il est administrateur du fonds de l'Association pour le droit à l'initiative économique (Adie) et de la Fondation Entreprendre.
Il est un des parrains des « Business Angels des cités », et abonde dans ce fonds créé en 2007 par Aziz Senni pour le développement des banlieues. Il en devient vice-président du conseil de surveillance.

## Distinctions
Le 13 juillet 2004, Gonzague de Blignières est nommé au grade de chevalier dans l'ordre national de la Légion d'honneur,,.

## Pour approfondir